# Château de Langley
Le château de Langley est un château situé dans le comté de Northumberland au nord-est de l'Angleterre. Il est situé dans la vallée de la Tyne à 5 km au sud de Haydon Bridge.

## Historique
Il a été construit au milieu du XIVe siècle par Sir Thomas de Lucy. Auparavant, le site était le siège des barons de Tynedale depuis le XIIe siècle, desquels descendent les Tyndall.
Il a été attaqué et sévèrement endommagé en 1405 par les forces de Henri IV d'Angleterre contre les barons de Percy.
Il n'en restait que des ruines quand il a été acheté par un historien local, Cadwallader Bates, à la fin du XIXe siècle. Celui-ci décéda en 1902, la restauration fut continuée par sa femme Joséphine. À sa mort en 1932, il demeura vide avant de servir de baraquement pendant le Seconde Guerre mondiale. Il fut ensuite transformé en école de filles.
Il a été depuis converti en un hôtel de luxe entouré d'un parc boisé de 40 000 m2. Une des parties remarquables du château est sa tour sud qui ne possède pas moins de 12 garde-robes, quatre à chaque étage.

## Source
- (en) Cet article est partiellement ou en totalité issu de l’article de Wikipédia en anglais intitulé « Langley Castle » (voir la liste des auteurs).